# Kolgul sa
Kolgul sa (Klasztor Jaskiniowej Kości, także jako Klasztor Kamiennego Buddy, 골굴사) – koreański klasztor, częściowo w grotach. 

## Historia klasztoru
Klasztor został wybudowany w VI wieku przez indyjskiego mnicha Kwangyu i jego współtowarzyszy, także mnichów buddyjskich z Indii, którzy osiedlili się w tej okolicy. Znajduje się w wąskiej dolinie na zboczu góry Hamwol, około 20 kilometrów od dawnej stolicy królestwa Silli Kyŏngju.
Początkowo był to jedynie klasztor w 12 jaskiniach (jedyny w Korei). Później zaczęto dobudowywać budynki na zewnątrz. Obecnie klasztor składa się z kilku budynków świątynnych, budynków administracyjnych, budynku do treningu sŏnmudo (선무도), kilku dormitoriów, jadalni itd. 

## Sŏnmudo
Klasztor jest słynny z kultywowania dawnej "sztuki walki sŏn", która powstała jeszcze w okresie Silli. Wtedy to, dwaj mnisi Won'gwang i Wŏnhyo nauczali elitę wojskową tej sztuki walki. Była ona przekazywana z pokolenia na pokolenie aż do momentu, gdy japońscy okupanci (1910–1945) zabronili jej praktykowania. Dopiero w latach 70. XX wieku mnich Yangik przywrócił tę sztukę walki i w latach 80. rozpoczęto trening dla ludzi z zewnątrz. W latach 90. wybudowano budynek treningowy, w którym praktykują zarówno mnisi jak i ludzie świeccy.
Sŏnmudo składa się z dwu podstawkowych form praktyki: "treningu nieruchomego" (zwykle rano), który zawiera chwasŏn (chiń. zuochan - "siedzenie w medytacji") oraz "treningu aktywnego", który zawiera gimnastykę i ćwiczenia sztuki walki (zwykle w godzinach popołudniowych).
Klasztor posiada najbardziej różnorodny w całej Korei program pobytu dla chcących zamieszkać w nim na pewien czas. Oferuje się tu aż dziewięć różnych programów.

## Obiekty
Pierwotny klasztor składał się z dwunastu wykutych w wapiennym zboczu. Z zewnątrz wyglądają one jak drewniane budynki, gdyż przy wejściu znajduje się ściana, a nad wejściem dach pokryty dachówkami. Dopiero po wejściu widać kamienne ściany i sklepienia. Groty te mają około 30 metrów długości.
Na każdej północnej ścianie znajduje się nisza, w której znajdują się posągi buddów. Dziś ich rysy są zupełnie zatarte przez dotykanie i korozję. Groty te są połączone wykutymi zewnętrznymi schodkami.
Po minięciu skromnej bramy przez jakiś czas idzie się drogą, która prowadzi do dormitorium dla świeckich ludzi (którzy przybyli tu praktykować sztukę walki) i parkingu. Na prawo znajduje się budynek do praktykowania sŏnmudo. Aby dojść do właściwego klasztoru trzeba pójść dalej nieustannie wznoszącą się drogą. Mniej więcej w jej połowie mija się dormitorium mnichów, z daleka widać także relief Buddy. Po jakimś czasie dochodzi się do podstawy klasztoru. Patrząc w górę widzi się pagodę daleko po lewej stronie, następnie główny budynek i labirynt grot znajdujących się na całym zboczu wapiennego urwiska. 
Po wspięciu się po długich schodach można iść na lewo lub na prawo. Jeśli wybierze się lewy kierunek, dochodzi się do głównego budynku, a kierunek prawy doprowadzi do słynnego reliefu Buddy.
Z głównego budynku roztacza się wspaniały widok na dolinę poniżej. Wewnątrz budynku (wybudowanego stosunkowo niedawno) znajdują się malowidła przedstawiające związek klasztoru ze sztuką walki. Następnie można przejść przez cały labirynt dwunastu grot:
- pierwsza grota jest poświęcona Bogowi Góry - San Sinowi (tak samo jak następna grota na prawo).
- nieco wyżej znajduje się grota poświęcona bodhisattwie (kor. bosal) Chijangowi, czyli Kśitigarbhie.
- w jednej z największych i najpiękniejszych grot znajduje się świątynia kultu bodhisattwy Kwanseum, czyli Awalokiteśwary.

Aby dojść do pochodzącego z IX wieku reliefowego wyobrażenia Buddy Siakjamuniego, trzeba przejść przez naturalną jaskinię. Następnie trzeba się wspiąć (trzymając się liny) przez wąskie przejście do reliefu Buddy. Relief znajduje się na szczycie urwiska. Ma 20 stóp wysokości. Jest Skarbem nr 581. Ponieważ warunki atmosferyczne niszczyły relief, postawiono nad nim pleksiglasowe zadaszenie.
Po zejściu można się udać do pagody (na lewo od głównego budynku), która symbolizuje sŏnmudo.

## Adres klasztoru
- Golgulsa Temple San 304, Andong-Ri, Yangbuk-Myeon, Gyeongju City, Gyeongsangbuk Province, Korea 780 890
- 경북 경주시 양북면 안동리 산 304